# Merbau
Le merbau est le bois d'arbres du genre Intsia, souvent Intsia bijuga (le kohu) mais aussi Intsia palembanica, arbres tropicaux de la famille des Fabaceae. Il est de couleur brun rouge, assez fortement veiné, de bonne résistance mécanique (classe D de dureté). Ce bois sert en Occident principalement dans la construction d'éléments décoratif, et de parquets. Il est moyennement résistant aux termites.

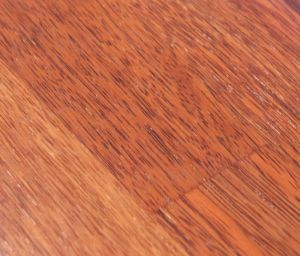
Parquet en merbau.
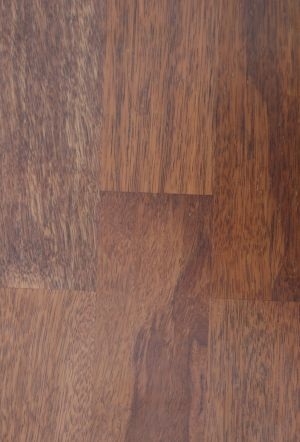
Parquet en merbau.

Largement répandu dans les régions subtropicales, principalement en Papouasie-Nouvelle-Guinée, Malaisie, etc. ces arbres sont abattus en grand nombre dans la jungle et la forêt primaire dont ils font partie sont sujets à une déforestation massive et grandissante. L'abattage y est autant légal (concessions autorisées par l'État) qu'illégal (abattage et exportation cachés). Les grumes sont ensuite exportées en République populaire de Chine où elles sont manufacturées puis à nouveau exportées.